# Shikigami
Nell'onmyōdō, gli shikigami (式神? "spirito servitore") sono un tipo di spiriti che possono essere evocati da un onmyōji, similmente ai famigli della stregoneria occidentale. Gli shikigami sono invisibili alla maggioranza delle persone, ma secondo gli onmyōji dell'epoca Heian, che si dice fossero in grado di utilizzarli, avrebbero in genere l'aspetto di piccoli oni. Sebbene invisibili, gli shikigami potrebbero, su ordine dell'onmyōji, assumere forme umane o animali, possedere o stregare le persone, e anche causare dolore fisico o morte.
Si racconta che il famoso onmyōji Abe no Seimei fosse molto abile nel manipolare gli shikigami, e che facesse loro compiere le varie faccende domestiche in sua vece.

## Shikigami nella cultura di massa
- In La stirpe delle tenebre, Negima, e altri manga e anime, gli shikigami sono rappresentati come servi magici creati da piccole figure ritagliate o ripiegate dalla carta. Ciò potrebbe derivare dagli ofuda, talismani shintoisti fatti di carta, ma costituisce anche un gioco di parole: il kanji 神 (kami) che compone la parola shikigami, infatti, ha la stessa pronuncia della parola carta (紙?), perciò se si scambiano i caratteri, il significato diventa "servitori di carta".
- In Shaman King, il nonno di Yoh Asakura, Yohmei, è in grado di creare degli shikigami con foglie d'albero. Hao Asakura ne possiede due particolarmente grandi, Zenki e Kouki, che pone a custodia del Chou Senji Ryakketsu (il "Libro dello Sciamano") e che poi vengono domati e usati da Anna Kyoyama.
- In Tokyo Babylon e X/1999, Subaru Sumeragi e Seishiro Sakurazuka, due onmyōji, usano gli shikigami come spie e per attaccare spiritualmente gli avversari; quello di Subaru ha l'aspetto di un corvo bianco con tre teste, mentre quello di Seishiro sembra un uccello predatore.
- In Inuyasha, Kikyo crea tre shikigami quando viene avvelenata dal miasma di Naraku e ha bisogno di guadagnare tempo per rimettersi. Due di essi, Kocho e Asuka, sono sufficientemente potenti da creare barriere, mentre il terzo, Hijiri, ha le sembianze della sacerdotessa e parte del suo potere. Inoltre, la sacerdotessa nera Tsubaki li usa per combattere Kagome Higurashi, e Kururugi, personaggio del videogioco Inuyasha: The Secret of the Cursed Mask, li usa come armi, per curarsi e per difendersi.
- In Read or Die, Maggie Mui crea mostri di carta, a cui talvolta si riferisce con il nome di shikigami.
- In Yu-Gi-Oh! GX, Sarina (Mizuchi Saiō) ha un mazzo di carte basato sugli shikigami.
- In Saiyuki, Chin Yisō si trasforma in uno shikigami inserendo una tessera del mahjong, con sopra l'ideogramma che rappresenta il significato di vita, in una ferita.
- In Onmyō Taisenki, fortemente basato sull'onmyōdo, gli shikigami sono evocati dai protagonisti per combattere ai loro ordini.
- In Mikami Agenzia Acchiappafantasmi, Meiko Rokudō controlla dodici shikigami ispirati agli animali dello zodiaco cinese: Indara, Ajira, Kubira, Basara, Shindara, Sanchira, Haira, Makora, Shōtra, Anchira, Bikara, e Mekira.
- In Kekkaishi, i protagonisti si avvalgono spesso dell'aiuto di shikigami dall'aspetto di semplici origami, usandoli come messaggeri, copie di se stessi o aiutanti per lavori faticosi.
- Sebbene non esplicitamente indicato, gli uccelli di carta inviati dalla strega Zeniba ne La città incantata di Hayao Miyazaki sono probabilmente shikigami.
- Nel videogioco Shin Megami Tensei: Nocturne gli shikigami sono dei mostri dall'aspetto di lunghi fogli di carta con gli occhi.
- In Teito Monogatari, il malvagio onmyōji Yasunori Kato manda degli shikigami per impedire al robot Gakutenzoku di raggiungere il cuore del drago che dorme nelle fondamenta di Tokyo e che è responsabile dei terremoti che affliggono la città.
- In Nurarihyon no Mago, uno dei personaggi femminili, Yura Keikan, è un onmyōji e si serve di diversi shikigami nei combattimenti.
- In Rental Magica, il personaggio di Ren Nekoyashiki è un onmyōji che utilizza per le sue magie quattro gatti shikigami (Shikineko), i cui nomi derivano dai quattro simboli dell'astrologia cinese.
- Il boss del secondo livello extra del videogioco Perfect Cherry Blossom della serie Touhou Project, Yukari Yakumo, possiede due shikigami: Ran, che è una volpe a nove code, e Chen, che è una Nekomata.
- Nel videogioco Tenchu: Wrath of Heaven, gli Shikigami sono presenti come nemici in alcuni livelli finali. Sono presentati come fantasmi simili a fogli di carta con degli occhi e testa dalla forma triangolare. Sono udibili in lontananza poiché emettono un suono particolare. Hanno un livello di energia molto alto e se individuano il giocatore sono molto difficili da sconfiggere.
- In Jujutsu Kaisen, due dei personaggi principali (Megumi Fushiguro e Junpei Yoshino) possiedono l'abilità di evocare e controllare a loro piacere degli Shikigami.
- Nel 2025 nello show Notte stellata il due volte campione olimpico Yuzuru Hanyu ha riproposto uno dei suoi programmi più noti, SEIMEI, interprando non il mago Abe no Seimei, ruolo ricoperto nell'occasione dall'attore di kyogen Mansai Nomura, ma uno shikigami al suo servizio.[1]